# World Beer Cup
World Beer Cup – największy piwny konkurs na świecie odbywający się co dwa lata w Stanach Zjednoczonych. Organizowany jest od 1996 r. przez Brewers Association. Na konkursie przyznawane są medale złote, srebrne i brązowe. W 2010 r. do konkursu zgłoszono 3330 piw z 642 browarów z 44 państw. Piwa podzielone na 90 kategorii oceniało 179 jurorów z 26 państw. 

## Nagrody dla polskich piw
- 1996: Brązowy medal dla piwa BCC z browaru Lech Browary Wielkopolski Poznań w kategorii Dortmunder/European-Style Export[1]
- 2000: Złoty medal dla piwa Piast Premium Beczkowe z Browaru Piast Wrocław w kategorii European-Style Pilsener[2]
- 2002: Brązowy medal dla piwa Wojak 14,1 Plato z Browaru Belgia Kielce w kategorii European-Style Pilsener[3]
- 2002: Brązowy medal dla piwa Wojak 8,9 Plato z Browaru Belgia Kielce w kategorii European-Style Low-Alcohol[3]
- 2014: Brązowy medal dla piwa Komes Porter Bałtycki z browaru Fortuna w kategorii Baltic-Style Porter[4]

## Kategorie piw

### Hybrid/Mixed Beer Styles
- 1. American-Style Cream Ale or Lager
- 2. American-Style Wheat Beer
  - A. Subcategory: Light American Wheat Ale or Lager without Yeast
  - B. Subcategory: Dark American Wheat Ale or Lager without Yeast
- 3. American-Style Wheat Beer with Yeast
  - A. Subcategory: Light American Wheat Ale or Lager with Yeast
  - B. Subcategory: Dark American Wheat Ale or Lager with Yeast
- 4. Rye Beer
  - A. Subcategory: American Rye Ale or Lager with or without Yeast
  - B. Subcategory: German-Style Rye Ale (Roggenbier) with or without Yeast
- 5. Fruit Beer or Field Beer
  - A. Subcategory: Fruit Beer
  - B. Subcategory: Fruit Wheat Beer
  - C. Subcategory: Field Beer
  - D. Subcategory: Pumpkin Beer
- 6. Herb and Spice Beer or Chocolate Beer
  - A. Subcategory: Herb and Spice Beer
  - B. Subcategory: Chocolate/Cocoa-Flavored Beer
- 7. Coffee Flavored Beer
- 8. Specialty Beer
- 9. Specialty Honey Beer
- 10. Session Beer
- 11. Other Strong Beer
  - A. Subcategory: Other Strong Ale or Lager
  - B. Subcategory: American-Style Wheat Wine Ale
- 12. Experimental Beer
  - A. Subcategory: Experimental Beer (Ale or Lager)
  - B. Subcategory: Fresh Hop Ale
- 13. Out of Category - Traditionally Brewed Beer
- 14. Gluten Free Beer
- 15. American-Belgo-Style Ale
  - A. Subcategory: American-Belgo-Style Pale Ale
  - B. Subcategory: American-Belgo-Style Dark Ale
- 16. Wood- and Barrel-Aged Beer
  - A. Subcategory: Wood- and Barrel-Aged Pale to Amber Beer
  - B. Subcategory: Wood- and Barrel-Aged Dark Beer
- 17. Wood- and Barrel-Aged Strong Beer
- 18. Wood- and Barrel-Aged Sour Beer
  - A. Subcategory: Wood- and Barrel-Aged Sour Beer
  - B. Subcategory: Fruited Wood- and Barrel-Aged Sour Beer
- 19. Aged Beer
- 20. Kellerbier/Zwickelbier
  - A. Subcategory: Unfiltered German-Style Lager
  - B. Subcategory: Unfiltered German-Style Ale
- 21. Smoked Beer
  - A. Subcategory: Bamberg Style Rauchbier
  - B. Subcategory: Smoked Porter
  - C. Subcategory: Other Smoked Beer

### Lager Beer Styles

#### Styles of European and German Origin
- 22. European-Style Low-Alcohol Lager/German-Style Leicht(bier)
- 23. German-Style Pilsener
- 24. Bohemian-Style Pilsener
- 25. Münchner-Style Helles
- 26. Dortmunder/European-Style Export or German-Style Oktoberfest/Wiesen (Meadow)
  - A. Subcategory: Dortmunder/European-Style Export
  - B. Subcategory: German-Style Oktoberfest/Wiesen (Meadow)
- 27. Vienna-Style Lager
- 28. German-Style Märzen
- 29. European-Style Dark/Münchner Dunkel
- 30. German-Style Schwarzbier
- 31. Traditional German-Style Bock
- 32. German-Style Heller Bock/Maibock
- 33. German-Style Doppelbock or Eisbock
  - A. Subcategory: German-Style Doppelbock
  - B. Subcategory: German-Style Eisbock

#### Styles of North American Origin
- 34. American-Style Lager
  - A. Subcategory: American-Style Light (Low Calorie) Lager
  - B. Subcategory: American-Style Low-Carbohydrate Light Lager
  - C. Subcategory: American-Style Lager
  - D. Subcategory: American Style Premium Lager
- 35. American-Style Specialty Lager
  - A. Subcategory: American-Style Ice Lager
  - B. Subcategory: American-Style Malt Liquor
  - C. Subcategory: American-Style Pilsener
- 36. American-Style Amber Lager
  - A. Subcategory: American-Style Amber Lager
  - B. Subcategory: California Common Beer
  - C. Subcategory: American-Style Märzen/Oktoberfest
- 37. American-Style Dark Lager

#### Styles of Other Origin
- 38. Australasian, Latin American or Tropical-Style Light Lager
- 39. International Style Lager
  - A. Subcategory: International-Style Pilsener
  - B. Subcategory: Dry Lager
  - C. Subcategory: Other International Lager
- 40. Baltic-Style Porter

### Ale Beer Styles

#### Styles of Belgian and French Origin
- 41. Belgian-Style Witbier
- 42. Belgian- & French-Style Ale
  - A. Subcategory: French- & Belgian-Style Saison
  - B. Subcategory: French-Style Biere de Garde
  - C. Subcategory: Other Belgian- and French-Style Ale
- 43. Belgian-Style Blonde Ale or Pale Ale
  - A. Subcategory: Belgian-Style Blonde Ale
  - B. Subcategory: Belgian Style Pale Ale
- 44. Belgian-Style Sour Ale
  - A. Subcategory: Belgian Style Lambic
  - B. Subcategory: Belgian-Style Gueuze Lambic
  - C. Subcategory: Belgian-Style Fruit Lambic
  - D. Subcategory: Other Belgian-Style Sour Ale
- 45. Belgian-Style Flanders/Oud Bruin or Oud Red Ale
- 46. Belgian-Style Dubbel
- 47. Belgian-Style Tripel
- 48. Belgian-Style Pale Strong Ale
- 49. Belgian-Style Dark Strong Ale
- 50. Other Belgian-Style Ale
  - A. Subcategory: Belgian-Style Table Beer
  - B. Subcategory: Other Belgian-Style Abbey Ale
  - C. Subcategory: Other Belgian-Style Strong Specialty Ale
  - D. Subcategory: Other Belgian-Style Ale

#### Styles of British Origin
- 51. English-Style Summer Ale
- 52. Classic English-Style Pale Ale
- 53. English-Style India Pale Ale
- 54. Ordinary Bitter
- 55. Special Bitter or Best Bitter
- 56. Extra Special Bitter or Strong Bitter
- 57. Scottish-Style Ale
  - A. Subcategory: Scottish-Style Light Ale
  - B. Subcategory: Scottish-Style Heavy Ale
  - C. Subcategory: Scottish-Style Export Ale
- 58. English-Style Mild Ale
  - A. Subcategory: English-Style Pale Mild Ale
  - B. Subcategory: English-Style Dark Mild Ale
- 59. English-Style Brown Ale
- 60. Brown Porter
- 61. Robust Porter
- 62. Sweet Stout
- 63. Oatmeal Stout
- 64. Strong Scotch Ale
  - A. Subcategory: Traditional Scotch Ale
  - B. Subcategory: Peated Scotch Ale
- 65. British-Style Imperial Stout
- 66. Old Ale
- 67. Strong Ale
- 68. Barley Wine-Style Ale
  - A. Subcategory: English-Style Barley Wine Ale
  - B. Subcategory: American-Style Barley Wine Ale

#### Styles of German Origin
- 69. German-Style Kölsch/Köln-Style Kölsch
- 70. German-Style Brown Ale/Düsseldorf Style Altbier
- 71. German-Style Sour Ale
  - A. Subcategory: Berliner-Style Weisse
  - B. Subcategory: Leipzig-Style Gose
- 72. South German-Style Hefeweizen/Hefeweissbier
- 73. German-Style Pale Wheat Ale
  - A. Subcategory: South German-Style Kristal Weizen/Kristal Weissbier
  - B. Subcategory: German-Style Leichtes Weizen/Weissbier
- 74. German-Style Dark Wheat Ale
  - A. Subcategory: South German-Style Bernsteinfarbenes Weizen/Weissbier
  - B. Subcategory: South German-Style Dunkel Weizen/Dunkel Weissbier
- 75. South German-Style Weizenbock/Weissbock

#### Styles of Irish Origin
- 76. Irish-Style Red Ale
- 77. Classic Irish-Style Dry Stout
- 78. Foreign-Style Stout

#### Styles of North American Origin
- 79. Golden or Blonde Ale
- 80. American-Style Pale Ale
- 81. American-Style Strong Pale Ale
- 82. American-Style India Pale Ale
- 83. Imperial India Pale Ale
- 84. American-Style Amber/Red Ale
- 85. Imperial Red Ale
- 86. American-Style Brown Ale
- 87. American-Style Sour Ale
  - A. Subcategory: American-Style Sour Ale
  - B. Subcategory: Fruited American-Style Sour Ale
- 88. American-Style Stout
- 89. American-Style Imperial Stout

#### Styles of Other Origin
- 90. International Pale Ale
  - A. Subcategory: Australasian Pale Ale
  - B. Subcategory: International Pale Ale
  - C. Subcategory: International Strong Pale Ale
  - D. Subcategory: International India Pale Ale